# مونوسیت
مونوسیت‌ها (Monocytes) گویچه‌های سفیدی از دستگاه ایمنی بدن و از دسته آگرانولوسیت‌ها هستند که اندازه‌ای بین ۱۵ تا ۲۵ میکرون داشته (ندرتاً ۳۰ تا ۴۰ میکرون)، گرد یا بیضی هستند و شکل هسته آنها کناری یا در مرکز سلول، لبوله و کلیوی شکل، پیچ خورده و دارای فرورفتگی یا مغزی‌شکل (نعل اسبی) است. مونوسیت‌ها بدون گرانول بوده یا دارای تعداد کمی گرانول ظریف هستند. سیتوپلاسم مونوسیت‌ها زیاد و آبی خاکستری و دارای دانه‌های ریز فلفلی به نام دانه‌های آزوروفیلیک هستند. سیتوپلاسم دارای پاهای کاذب می‌باشد. مونوسیت‌ها ممکن است حاوی واکوئل باشند. 
مونوسیت ها بزرگترین سلول در جریان خون محسوب می‌شوند.
مونوسیت‌ها در مراحل اولیه واکنش ایمنی در بیگانه‌خواری (فاگوسیتوز) شرکت دارند.

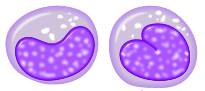
هسته مونوسیت لوبیائی، کلیه‌ای یا به شکل مغز است. کروماتین هسته سلول ظریف، کم رنگ است. سیتوپلاسم این سلول زیاد وآبی روشن است. داخل سیتوپلاسم دانه‌های ریز فلفلی دیده می‌شود. گاهی داخل سیتوپلاسم مونوسیت واکوئل مشاهده می‌شود

مونوسیت‌ها پس از خروج از خون و ورود به بافت‌های بدن به صورت سلول‌های درشتی به قطر ۸۰ میکرومتر به نام درشت‌خوار (ماکروفاژ) در می‌آیند در حقیقت مونوسیت‌ها به وسیله پدیده‌ای به نام تراگذری (دیاپدز) از منافذ رگ‌های خونی عبور می‌کنند و وارد بافت‌ها می‌شوند و تبدیل به درشت‌خوار می‌شوند.
همچنین این سلول ها خاصیت تبدیل شدن به سلول‌های دندریتیک را نیز دارند ولی در فرایند التهاب فقط به درشت خوار تبدیل می شوند .
مونوسیت‌ها، پروتئازها را از لیزوزوم‌ها آزاد می‌کنند. همچنین آنها رادیکال اکسیژن و اکسید نیتروژن تولید می‌کنند که عوامل عفونت‌زا را از بین می‌برند. مونوسیت‌ها همچنین سیتوکین تولید می‌کنند که لنفوسیت‌ها را فعال و روند التهاب را تحریک می‌کند.

## بیماری‌ها
افزایش درصد مونوسیت‌های خون مونوسیتوز نامیده می‌شود.